# Edna Kiplagat
Edna Ngeringwony Kiplagat (Uasin Gishu, 15 de setembro de 1979) é uma fundista queniana e bicampeã mundial da maratona. Estabeleceu-se como  maratonista de elite internacional ao vencer as maratonas de Los Angeles e Nova York em 2010.
Participando de provas de meio fundo em pista no começo da carreira ainda como atleta júnior, conquistou a medalha de prata nos 3000 m do Campeonato Mundial Júnior de Atletismo de 1996 e outra de bronze na mesma distância, no Campeonato Mundial Júnior de Atletismo de 1998.
Passando para distâncias maiores na década seguinte, estreou na maratona em 2009 e no ano seguinte venceu a Maratona de Los Angeles e a Maratona de Nova York. Depois de seu título no Mundial de Daegu em 2011, Kiplagat conseguiu sua melhor marca para a distância na Maratona de Londres de 2012, com 2:19:50, onde ficou em segundo lugar para a compatriota Mary Keitany.
O título mundial e a marca em Londres lhe deram a qualificação para disputar os Jogos Olímpicos de Londres. Na maratona olímpica, realizada praticamente no mesmo percurso onde tinha conseguido seu melhor tempo quatro meses antes, apesar de correr quase toda a prova no pelotão líder formado por quenianas e etíopes, ela cansou nos últimos dez quilômetros e terminou apenas na 20ª colocação, com o tempo de 2:27:52.
No ano seguinte, Kiplagat tornou-se a primeira maratonista a conquistar o bicampeonato mundial, ao vencer a prova no Campeonato Mundial de Atletismo de Moscou, com a marca de 2:25.44. Sua compatriota Catherine Ndereba também conquistou o título por duas vezes, mas em edições separadas, 2003 e 2007.
Em 2014 venceu pela primeira vez a Maratona de Londres, com a marca de 2:20.21. Depois de um quinto lugar no Mundial de Pequim 2015 e um ano sem vitórias em maratonas importantes, mas com um terceiro lugar na Maratona de Tóquio e um segundo lugar na Maratona de Chicago em 2016, venceu a Maratona de Boston de 2017, aos 37 anos, em 2:21:52.  No mesmo ano, tentando um inédito tricampeonato mundial na maratona aos 38 anos, ela conquistou a prata em Londres 2017. Sua segunda vitória em Boston veio em 2021, depois da então primeira colocada e compatriota Diana Kipyogei ser desclassificada por doping. Com isso, ela também se tornou a mais velha corredora a vencer esta prova, aos 42 anos de idade